# Anna Maria z Fryzji Wschodniej
Anna Maria von Ostfriesland (ur. 23 czerwca 1601 w Aurich, zm. 15 lutego 1634 w Schwerinie) – hrabianka Fryzji Wschodniej i poprzez małżeństwo księżna Meklemburgii-Schwerin. Pochodziła z rodu Cirksena.
Urodziła się jako córka hrabiego Fryzji Wschodniej Enno III i jego drugiej żony Anny Holstein-Gottorp. 4 września 1622 w Voerde poślubiła księcia Meklemburgii-Schwerin – Adolfa Fryderyka I. Para miała ośmioro dzieci:
- Chrystiana Ludwika I (1623-1692), kolejnego księcia Meklemburgii-Schwerin
- księżniczkę Zofię Agnieszkę (1625-1694)
- Karola (1626-1670), późniejszego księcia Meklemburgii-Mirow
- księżniczkę Annę Marię (1627-1669), późniejszą księżną Saksonii-Weißenfels
- księcia Jana Jerzego (1629-1675)
- księżniczkę Jadwigę (1630-1631)
- księcia Gustawa Rudolfa (1632-1670)
- księżniczkę Julianę (1633-1634)